# Bobilla bakali
Bobilla bakali är en insektsart som beskrevs av Otte, D. och R.D. Alexander 1983. Bobilla bakali ingår i släktet Bobilla och familjen syrsor. Inga underarter finns listade i Catalogue of Life.